# Saleh Aridi
Saleh Aridi (Arabisch: صالح العريضي) (ongeveer 1958 - Baysour bij Aley, 10 september 2008) was een Druzisch-Libanese sjeik en politicus van de Libanese Democratische Partij (LDP).
Aridi gold als een van de voormannen van zijn met Hezbollah verbonden pro-Syrische politieke partij. Hij kwam op vijftigjarige leeftijd om het leven doordat een in zijn auto verborgen autobom ontplofte net toen hij wegreed bij zijn huis in het bergachtige gebied ten oosten van de hoofdstad Beiroet. Zes andere personen raakten gewond.
Het opmerkelijke aan deze bomaanslag was dat hij tegen een pro-Syrische politicus was gericht. De voorgaande aanslagen waren juist op anti-Syrische politici uitgevoerd.
Men weet voorshands niet uit welke hoek de bomaanslag afkomstig is. Door Libanese politici wordt geopperd dat deze zou zijn bedoeld om olie op het vuur te gooien van de gewelddadige rivaliteit die er in de bergachtige streken van Libanon tussen twee elkaar vijandig gezinde Druzische groeperingen bestaat. Het gaat om de hierboven genoemde Libanese Democratische Partij (geleid door Talal Arslan en zoals aangegeven pro-Syrisch) en de Progressieve Socialistische Partij (PSP, geleid door Walid Jumblatt en anti-Syrisch).
De laatste tijd waren de verhoudingen tussen beide partijen juist de goede kant opgegaan, hetgeen had geresulteerd in een afname van allerlei maatregelen op veiligheidsterrein die Druzische partijfunctionarissen in hun woongebied voor zichzelf hadden getroffen. De verbeterde relatie was te danken aan de verzoening die er tussen de pro- en anti-Syrische Druzische bewegingen had plaatsgevonden waarbij Aridi een belangrijke rol had vervuld.
Saleh Aridi werd op 12 september begraven. De begrafenis werd door de leiders van de rivaliserende Druzische groeperingen bijgewoond. Zowel Arslan als Jumblatt wezen hierbij met een beschuldigende vinger naar Israël.